# (20834) Allihewlett
(20834) Allihewlett (2000 UM48) – planetoida z pasa głównego asteroid okrążająca Słońce w ciągu 3,46 lat w średniej odległości 2,28 j.a. Odkryta 24 października 2000 roku.